# Martin Jonols
Martin Jonols, ursprungligen Montelius, född 22 september 1960 i Oscars församling i Stockholm, är en svensk författare, dramatiker, skådespelare och teaterregissör.
Martin Jonols, som tillhör släkten Montelius från Uppland, är bror till Magnus Montelius och halvbror till Martina Montelius samt vidare dotterson till Gustav Johansson och Eva Palmær.
Hans debutroman Okrossbar utkom 2007. Han har tidigare skrivit och regisserat pjäser för Radioteatern och Uppsala Stadsteater. Vidare har han gjort översättningar och inläsningar av böcker. Han har också dramatiserat och regisserat verk av August Strindberg, Carl Jonas Love Almqvist, Viktor Rydberg, Fjodor Dostojevskij och Jean-Paul Sartre på Radioteatern.